# Corratirrim SAC
Corratirrim SAC este o arie protejată (arie specială de conservare — SAC, sit de importanță comunitară — SCI) din Irlanda întinsă pe o suprafață de 116,87 ha, integral pe uscat.

## Localizare
Centrul sitului Corratirrim SAC este situat la coordonatele 54°16′23″N 7°52′46″W / 54.272988°N 7.879463°V.

## Înființare
Situl Corratirrim SAC a fost declarat sit de importanță comunitară în februarie 2003 pentru a proteja un număr necunoscut de specii din flora spontană și fauna sălbatică aflate în arealul zonei. Situl a fost protejat și ca arie specială de conservare în septembrie 2021.

## Biodiversitate
Situată în ecoregiunea atlantică, aria protejată conține 1 habitat natural: Lespezi calcaroase.
La baza desemnării sitului se află un număr nedeclarat de specii protejate.
Pe lângă speciile protejate, pe teritoriul sitului au mai fost identificate 1 specie de plante.